# Edroso
Edroso é uma povoação portuguesa do Município de Macedo de Cavaleiros que foi sede da extinta Freguesia de Edroso, freguesia que tinha 12,29 km² de área e 95 habitantes (2011), e, por isso, uma densidade populacional de 7,7 hab/km².
A Freguesia de Edroso foi extinta (agregada) pela reorganização administrativa de 2012/2013, sendo o seu território integrado na então criada União de Freguesias de Espadanedo, Edroso, Murçós e Soutelo Mourisco.
Antigamente chamada Santa Marinha de Edroso, em 1852 pertencia ao concelho de Izeda, passando a integrar o concelho (atual município) de Macedo de Cavaleiros em 31 de Dezembro de 1853.

## População
| População da freguesia de Edroso | População da freguesia de Edroso | População da freguesia de Edroso | População da freguesia de Edroso | População da freguesia de Edroso | População da freguesia de Edroso | População da freguesia de Edroso | População da freguesia de Edroso | População da freguesia de Edroso | População da freguesia de Edroso | População da freguesia de Edroso | População da freguesia de Edroso | População da freguesia de Edroso | População da freguesia de Edroso | População da freguesia de Edroso |
| -------------------------------- | -------------------------------- | -------------------------------- | -------------------------------- | -------------------------------- | -------------------------------- | -------------------------------- | -------------------------------- | -------------------------------- | -------------------------------- | -------------------------------- | -------------------------------- | -------------------------------- | -------------------------------- | -------------------------------- |
| 1864                             | 1878                             | 1890                             | 1900                             | 1911                             | 1920                             | 1930                             | 1940                             | 1950                             | 1960                             | 1970                             | 1981                             | 1991                             | 2001                             | 2011                             |
| 203                              | 224                              | 263                              | 241                              | 242                              | 205                              | 203                              | 197                              | 229                              | 249                              | 233                              | 166                              | 154                              | 131                              | 95                               |